# ニッポンのあそこで
『ニッポンのあそこで』は、2008年5月1日にソニー・コンピュータエンタテインメントより発売の地図をテーマにしたPSP用ソフトである。

## 概要
調査モードと遊覧モードの2つがある。
調査モードは、地図上でギョ（巨大魚の影）を探し、その上で□ボタンを押すとルーレットが始まる。そこの青いゲージにタイミングよく止めるとアイテム獲得や地図上に建物（東京タワーなど）を登場させることができる。
遊覧モードは、鳥瞰図で日本地図が見られるとともにPlaceEngineを使って現在地が分かる。好きな場所に情報や写真（ちょっとショット対応）を登録でき、それらをブックとして別のPSPやペタマップで交換することができる。

## その他
- 道路・駅情報は2006年8月、住所情報は2007年4月で国際航業のデータである。
- オススメのブックの追加配信は終了している。